# Alexandre Camanho

## Biografia
Alexandre Camanho (São Paulo, 6 de Março de 1972) é um renomado ilustrador brasileiro da atualidade, com foco na literatura infato-juvenil. Formado pela USP em Comunicação Social e Artes Plásticas, Camanho, além de ilustrador, também escreveu algumas obras, como Os Três Ratos de Chantilly e Casa do Cuco. Camanho também já deu aulas em um curso de Comunicação Visual, na instituição ETEC Tiquatira, durante aproximadamente um ano. Lá ele lecionou Ilustração, Projetos Tridimensionais e Influencias dos Movimentos Artísticos na Comunicação Visual Brasileira.

## Técnicas Artísticas
O bico de pena é a sua principal ferramenta, por vezes, acompanhado pela aquarela ou extrato de nogueira. Outra técnica também utilizada pelo ilustrador é a monotipia, presente no livro Lauka e o guarda-chuva.

## Prêmios
O ilustrador carrega consigo diversos prêmios, sendo eles:
- Selo Cátedra Unesco de Leitura (2019)[3]

- Representante do Brasil no congresso do IBBY em 2016 na categoria ilustrador.[4]

- Melhor ilustração com Os Três Ratos de Chantilly pela FNLIJ em 2015.[5]
- Prêmio de melhor livro de imagem pela instituição FNLIJ com a obra O Galo e a Raposa (2015).[5]
- 2º lugar no Prêmio Jabuti em melhor ilustração infantil, com o livro Os Três Ratos de Chantilly.[6]
- Prêmio Ibema de gravura em Curitiba (2012).[7]

Vale também destacar a sua menção Altamente Recomendável da FNLIJ. 

## Algumas Obras
| Título da Obra                          | Editora              | Data de Publicação | ISBN-10    |
| --------------------------------------- | -------------------- | ------------------ | ---------- |
| O Livro de Ouro dos Contos de Fadas     | Nova Fronteira       | 31 julho 2020      | 8520944698 |
| Tanto Faz                               | Saraiva              | 3 dezembro 2019    | 8502072951 |
| Poética da Infância                     | Editora Passarinho   | 1 janeiro 2019     | 8568701078 |
| O Comprador de Fazendas e Outros Contos | FTD Educação         | 1 janeiro 2019     | 8596017119 |
| Aventuras de Pinóquio                   | Panda Books          | 4 maio 2018        | 8578886933 |
| Casa do Cuco                            | Pulo do Gato         | 8 outubro 2017     | 8595760039 |
| Palmas Para Picolina                    | Editora SESI-SP      | 1 janeiro 2016     | 8582056087 |
| Lauka e o Guarda-Chuva                  | Editora SESI-SP      | 1 janeiro 2015     | 8582054858 |
| Os Três Ratos de Chantilly              | Pulo do Gato         | 9 setembro 2014    | 8564974762 |
| O Galo e a Raposa                       | Editora SESI-SP      | 1 janeiro 2014     | 8582053401 |
| Procura-se uma Sereia                   | Editora SESI-SP      | 1 janeiro 2014     | 858205274X |
| A Vida é um Trem                        | Editora SESI-SP      | 1 janeiro 2013     | 8582051506 |
| Frritt Flacc                            | Pulo do Gato         | 10 junho 2013      | 8564974193 |
| Podem Me Chamar de Simba                | Tordesilhas          | 1 fevereiro 2013   | 8564406675 |
| Antologia Hede                          | Companhia das Letras | 5 março 2012       | 8535920293 |